# سرير الرضيع

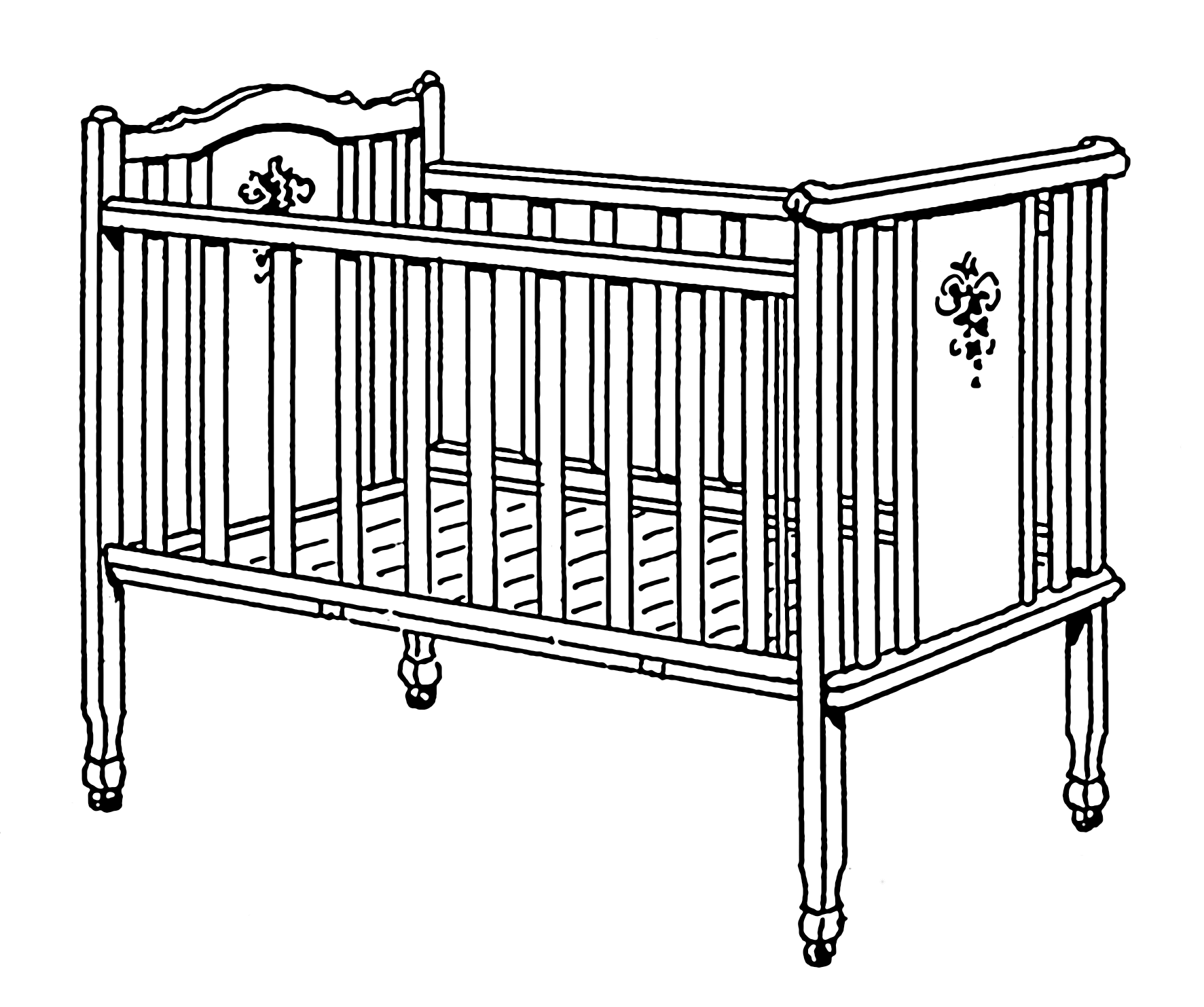
سرير رضيع، يصور مع المشاركات التي تشكل خطر الاختناق

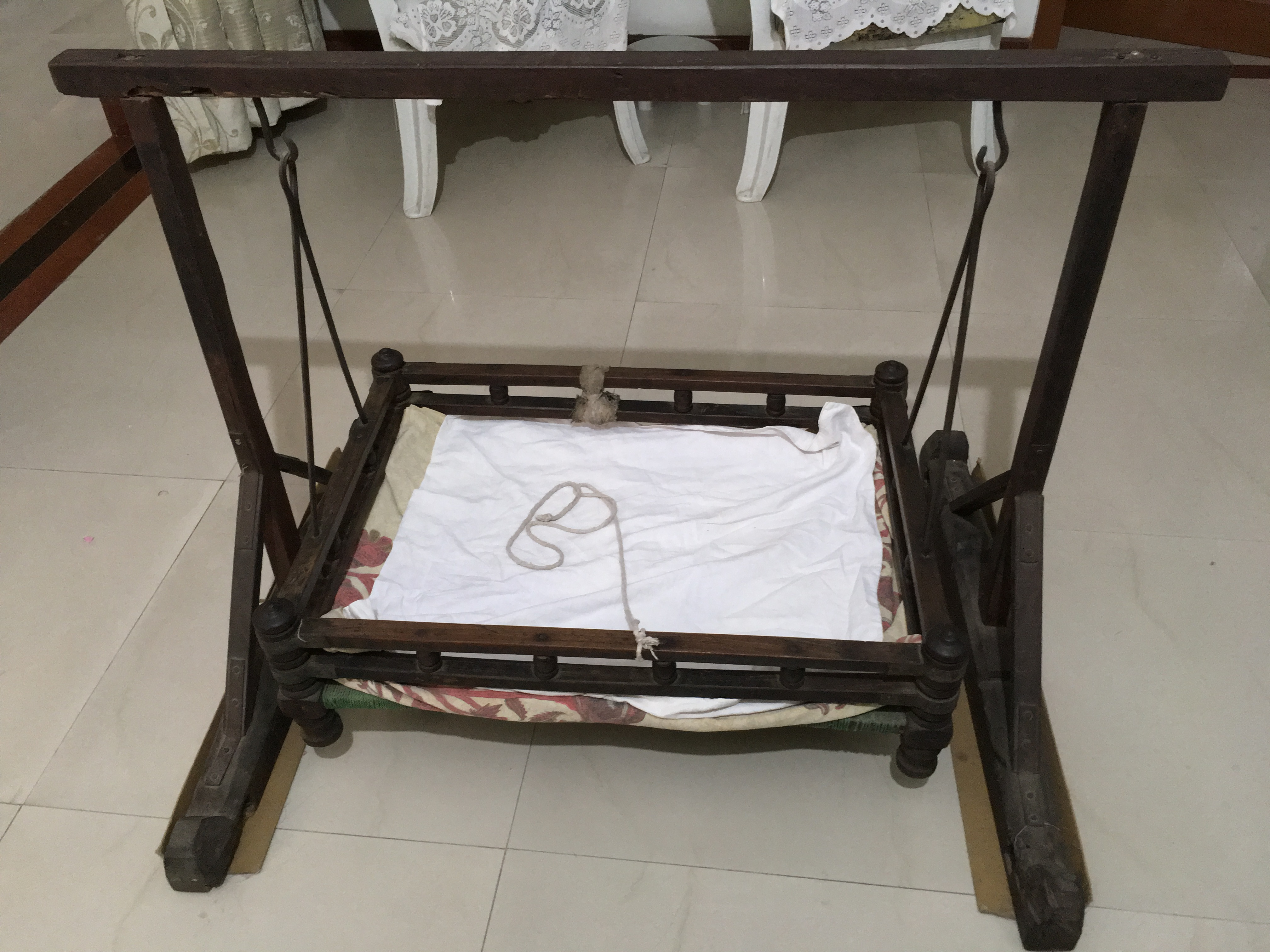
مهد خشبي من الهند

سرير الرضيع يطلق عليه عادةً بلإنجليزية االبريطانية (infant bed أو cot)، وفي إلانجليزية الأمريكية (crib أو cradle)، وأيضا قد يطلق عليه «stock» ولكنه مسمى غير شائع - هو سرير صغير للأطفال الرضع أو الأطفال الصغار جدا.
أسِرة الرضع تعتبر تطور حديث تاريخيًا تهدف إلى احتواء طفل قادر على الوقوف. تُصمم أسِرة الرضع على شكل ( قفص) لكى تقيدهم على السرير؛ فالأطفال في سنتين أو ثلاث سنوات من العمر يمكنهم التسلق لذلك وضعهم في سرير الأطفال يمنع السقوط الضار لهم أثناء الهروب.
تُشاهد عادةً أسِرة الرضع في البلدان التي تتأثر بالتغريب، وتستخدمها أغلبية الآباء كبديل لتقاسم السرير أو بسبب المعايير الثقافية لديهم ( نوم مشترك) .

## التاريخ

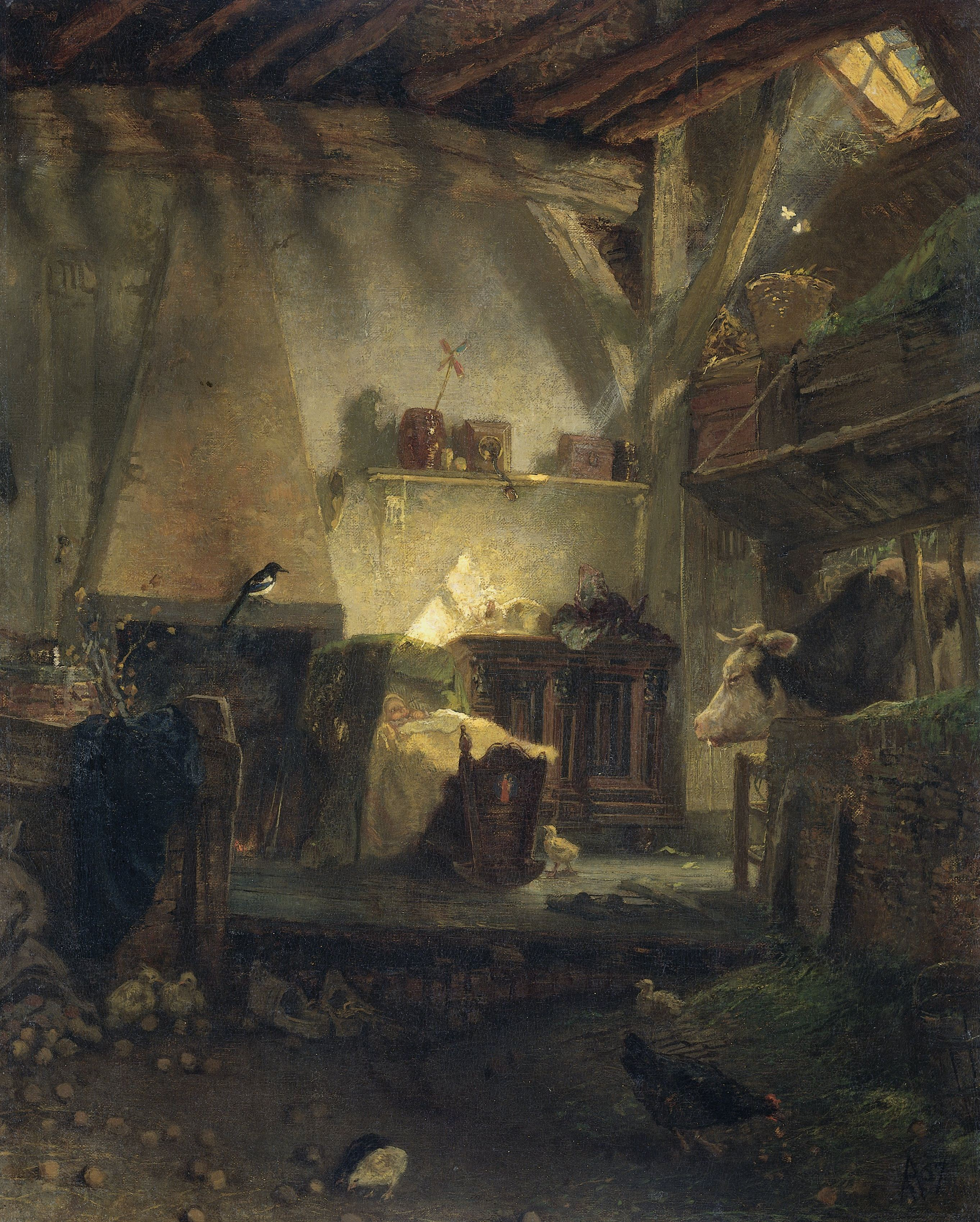
لوحة هولندية في أواخر القرن الثامن عشر لطفل في سرير

تم استخدام كلمه « crib » لوصف سرير الطفل المُضلع ذو الجوانب العالية  وهي مشتقة من الكلمة الإنجليزية القديمة cribb » «والتي تعنى - حوض الطعام، مشيرًا لشكل السرير الذي يشبه حوض طعام الماشية - .
حتى القرن التاسع عشر لم تكن أسرة الرضع تطورت وأكتسبت دورًا في إبقاء الطفل في سريره، كان التطوير للتمييز بين أسرة الرضع وبين أسرة الأطفال أمرًا طبيعيًا؛ لأنه كان من المهم جدا رفع سرير الأطفال عن الأرض ،وكان هذا بسبب وجود الأدخنة الضارة أسفل مستوى الركبة والأبخرة المتفجرة بالقرب من السقف مع وجود هواء جيد بينهما. وعندما تم رفع أسرة الأطفال عن الأرض تغير دور الجوانب من الراحة إلى ميزة السلامة.
كان من المعروف أنه بمجرد أن يتعلم الأطفال الوقوف ، يمكنهم أن يكونوا قادرين على الخروج من السرير ذي الجوانب المنخفضة، وفقًا لمتخصص في ذلك الوقت، تم استخدام سرير الرضع عندما يصبح عمر الطفل 12 شهرًا. في كثير من الأحيان كان يوجد جانب واحد من جوانب السرير متمفصلاً لفتح هذا السرير، وهي وظيفة ثابتة في أسرة الرضع الحديثة ذو الجوانب المتمفصلة. عند خفض جانب المفصل يمكن تحريك السرير على عجلات ويمكن نقله مباشرةً لسرير الراعى عند الحاجة.
في إيطاليا في القرن السابع عشر تم تطوير أسرة حديدية؛ وذلك لمعالجة المخاوف المتعلقة بالإصابة بحشرات البق والفَراش. وسرعان ما امتد هذا التطبيق الجديد إلى أسرة الأطفال وقد تم تأريخ أول سرير حديدى قابل للتهوية - بجوانب رمحية - إلى عام 1620-1640. فقد روج أنصار السرير الحديدى الفوائد الصحية المفترضة له؛ فأصبحت أسرة الرضع المصنوعة من المعدن شائعة خلال النصف الأخير من القرن التاسع عشر. وكانت أسرة الرضع المشيدة من جوانب حديدة شائعة بوجود شبكات وسلاسل . أعطى خبراء رعاية الأطفال موافقتهم على الأسرة الحديدية لأنها من مادة صحية - مقارنة بالخشب - ولا يمكنها إيواء الحشرات مثل البق الفراش والقمل والعث والتي تم ذكر أضرارهم. عادًة تطلى بالطلاء الأبيض الزجاجي ، وفي الوقت اللاحق واصلت الشركات التي تصنعه من الخشب طلائه باللون الأبيض التقليدى. وللأسف كان الأطفال في الغالب يشتهرون بمضغ هذا الطلاء ومص سطحه الحلو
منذ عام 1938 ينام الأطفال في فيليندا في صناديق مصنوعة من الورق المقوى مع وجود فراش في قاعه والتي يتم توزيعها على الأمهات الحوامل -كحزمة للأمومة- تحتوي على مستلزمات الأطفال.

## وصلات خارجية
- United States federal government's Consumer Product Safety Commission. "Full-Size Baby Cribs and Non-Full-Size Baby Cribs: Safety Standards" (PDF). مؤرشف من الأصل (PDF) في 2011-12-25. اطلع عليه بتاريخ 2011-12-16.
- CPSC crib safety standards
- Tinitrader. "Australian Baby Cots". مؤرشف من الأصل في 2018-02-05. اطلع عليه بتاريخ 2018-09-09.